# Aktion Hessen hilft
Die Aktion Hessen hilft (AHH) ist eine mildtätig-gemeinnützige Hilfsinitiative aus Hessen, die vor allem durch Projekte in den Bereichen humanitäre Hilfe, Nothilfe und Überlebenshilfe in Krisen-, Kriegs- und Katastrophengebieten sowie Entwicklungsländern weltweit Hilfe leistet.
Im Jahr 1991 aus einer politischen Jugendinitiative hervorgegangen, die sich ab 1993 „Aktion Bosnienhilfe“ nannte, entstand 1995 ein gemeinnütziger Verein, der sich schließlich in „Aktion Hessen hilft (AHH)“ umbenannte. Damit war das Ziel verbunden, hessenweit Unterstützung für Hilfsprojekte zu mobilisieren, die auch über die damaligen Hilfsaktionen im ehemaligen Jugoslawien hinausgehen. Inzwischen ist die Aktion Hessen hilft in über 20 Ländern rund um den Globus tätig.

## Personen
Den Ehrenvorsitz übernahm mit der Gründung des Vereins  Christian Schwarz-Schilling, Bundesminister  a. D. und später Hoher Repräsentant für Bosnien und Herzegowina, den operativen Vorsitz AHH-Gründer Tobias Greilich, der 2001 mit dem Bundesverdienstkreuz ausgezeichnet wurde. Als Schirmherren einzelner Hilfsprojekte fungierten bislang der hessische Landtagspräsident Norbert Kartmann, der frühere hessische Ministerpräsident Roland Koch, der frühere hessische Umweltminister Wilhelm Dietzel und der frühere hessische Kultusminister Hartmut Holzapfel. Als Schirmherren der aktuellen Hilfsprojekte engagieren sich Thorsten Schäfer-Gümbel MdL und die frühere hessische Kultusministerin Dorothea Henzler MdL.

## Projekte
Die Tätigkeit des Vereins begann nach dem Ausbruch des Bürgerkrieges im ehemaligen Jugoslawien 1991 mit einem ersten Hilfstransport nach Kroatien; bis 1994 folgten sieben weitere Hilfstransporte, auch nach Slowenien. Mit der Vereinsgründung 1995 verlagerte sich der Schwerpunkt der Aktivitäten nach Bosnien und Herzegowina, wo mit elf weiteren Hilfstransporten Flüchtlinge aus Srebrenica, zumeist Witwen und Waisen des Massakers von Srebrenica, und anderen bosnischen Städten unterstützt wurden und eine erste Schule mit wiederaufgebaut wurde. Gleichzeitig fand ein erstes Hilfsprojekt für Minenopfer in Vietnam statt.
Als sich infolge der serbischen Großoffensive im Juli 1998 im Vorfeld des Kosovo-Krieges rund 230.000 Kosovo-Albaner auf der Flucht befanden, wovon viele nach Bosnien und Herzegowina kamen, vereinbarten Christian Schwarz-Schilling und Tobias Greilich beim Besuch einer Flüchtlingsunterkunft in einer alten Fabrikhalle bei Sarajewo ein massives Hilfsprogramm. In der Folge starteten im Monatsrhythmus insgesamt 16 Hilfskonvois mit Unterkunftsmaterialien, Lebensmitteln, Hygienebedarf, Medikamenten, medizinischem Gerät usw. und es wurden aus Zelten drei Flüchtlingslager für Tausende Flüchtlinge errichtet. Parallel dazu fanden weitere Hilfsaktionen in Vietnam, in Südafrika und in Guatemala statt.
Mit der Rückkehr der meisten Kosovo-Flüchtlinge in ihre Heimat verlagerten sich auch die Aktivitäten der Aktion Hessen hilft in den Kosovo. Fanden in Bosnien und Herzegowina bereits erste Wiederaufbau-Maßnahmen statt, wurde die Wiederherrichtung zerstörten Wohnraums nun einer der Schwerpunkte der AHH neben der Unterstützung von Flüchtlingen bei deren Rückkehr in ihre Heimat. Hierzu fanden zahlreiche weitere Hilfskonvois statt, die auch der Unterstützung von Krankenhäusern, Schulen und weiteren sozialen Einrichtungen dienten und auch nach Serbien und Montenegro sowie Mazedonien fuhren.
Nach weiteren Hilfsmaßnahmen in Estland, Georgien und der Ukraine, rückte mit dem Elbehochwasser 2002 die Arbeit im eigenen Land in den Fokus der Aktion Hessen hilft. Ein groß angelegtes Gemeinschaftsprojekt unter Beteiligung von rund 50 hessischen Initiativen versorgte Menschen im Großraum Lutherstadt Wittenberg mit dem Nötigsten, mit Baustoffen und Möbeln.
Es folgten Hilfsprojekte in Ungarn, Polen und im Irak und schließlich nach dem Tsunami in Südasien an Weihnachten 2004 in Sri Lanka und Indonesien. In Sri Lanka unterstützte die AHH die Errichtung einer Kinderambulanz und initiierte zahlreiche Kinderpatenschaften. Auf Sumatra zählt die Aktion Hessen hilft zu den Trägern eines Waisenhauses für Kinder, die bei dem Tsunami ihre Eltern verloren. Nach dem verheerenden Erdbeben hat die AHH im Januar 2010 ein Hilfsprojekt für Haiti gestartet.
Zuletzt standen Hilfsmaßnahmen nach dem Hochwasser 2013 in Deutschland und nach dem Taifun Haiyan auf den Philippinen im Mittelpunkt der Arbeit.

## Partner
Die Aktion Hessen hilft erhielt 1999 den Status eines Implementing Partners des Hohen Flüchtlingskommissars der Vereinten Nationen. Die Hilfsinitiative führte bis heute zahlreiche EU-Projekte sowie Projekte der Hessischen Landesregierung durch. Sie arbeitete mit zahlreichen Bundesministerien zusammen sowie mit Organisationen wie der Deutschen Gesellschaft für Technische Zusammenarbeit, dem Arbeiter-Samariter-Bund, der Deutschen Humanitären Stiftung oder Brücke nach Sumatra e. V.

## Auszeichnungen
Für ihren Einsatz in den verschiedenen Hilfsprojekten erhielten bereits 16 Helfer der AHH staatliche Auszeichnungen wie die Einsatzmedaille Fluthilfe 2002, den Sächsischen Fluthelferorden 2002, die Hochwasser-Medaille des Landes Sachsen-Anhalt 2002, den Ehrenbrief des Landes Hessen sowie das Bundesverdienstkreuz.